# ميزان الساعة ذي القضيب

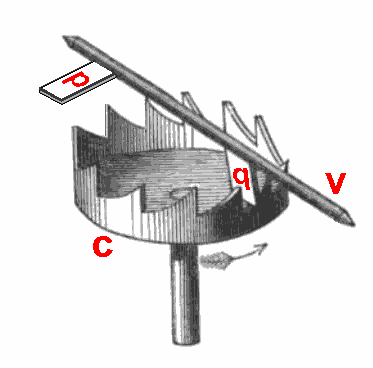
صورة تظهر ميزان الساعة ذي القضيب (c) القضيب، (v) عجلة التاج، (p,q) القطع الحاجزة.

ميزان الساعة ذي القضيب (بالإنجليزية: Verge escapement)‏ هو أقدم الأنواع الميكانيكية المعروفة لميزان الساعة، وهي التقنية الموجودة تتحكم في معدل حركة الساعات الميكانيكية عن طريق تنظيم حركة التروس المتقاطرة في نقلات منتظمة. منشأ هذا النوع غير معروف، إلا أنه مستخدم منذ القرن الرابع عشر الميلادي حتى حوالي عام 1800 في الساعات وساعات الجيب. الاسم (بالإنجليزية: verge)‏ أصله من اللفظ اللاتيني (باللاتينية: virga)،والذي يعني عصا أو قضيب.
كان اختراع ميزان الساعة ذي القضيب له أهميته في تاريخ التقنية، لأنه فتح الباب أمام تطوير كل الساعات الميكانيكية. أدى الاختراع إلى الانتقال من قياس الوقت من خلال عمليات الدوال المستمرة، كسريان السوائل في الساعات المائية، إلى عمليات التذبذب كما في تأرجح الرقاص، وهي الأكثر دقة.